# Josef Vlastimil Kamarýt

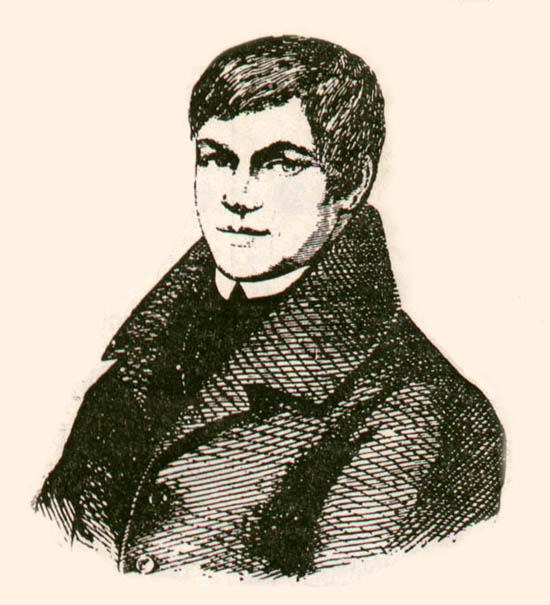
Josef Vlastimil Kamarýt

Josef Vlastimil Kamarýt (* 20. Januar 1797 in Velešín; † 19. März 1833 in Tábor) war ein tschechischer katholischer Geistlicher und Nationaldichter.
Der aus einer Bäckerfamilie stammende Kamarýt besuchte das Gymnasium in Budweis und lernte während der Schulzeit den Schriftsteller und Journalisten František Ladislav Čelakovský, u. a. Professor an der Karls-Universität Prag, kennen, wobei eine innige Freundschaft entstand.
Kamaryt wirkte in der Folge als Priester in Klokoty bei Tábor und nahm unter starkem patriotischen Einfluss den Beinamen Vlastimil an. Er widmete sich insbesondere dem Sammeln tschechischer Volksdichtung und geistlicher Lieder. Seine eigenen Gedichte publizierte er in Zeitschriften und diversen Almanachen. Er starb am 19. März 1833 im Alter von 36 Jahren, noch bevor sich sein literarisches Talent völlig entfalten konnte.
Josef Vlastimil ist der Bruder des Erbauungsschriftstellers Franz Dobromil Kamaryt, (* am 27. Januar 1812 in Weleschin, † am 30. April 1876 in Kaplitz im Böhmerwald). Am 23. Februar 2000 brannte ihr Geburtshaus in Weleschin ab.